# La ballena alegre
La Ballena Alegre (con o sin mayúsculas) fue el nombre de una tertulia literaria española que durante la Segunda República se reunía en el sótano del Café Lion de la calle de Alcalá, junto a Cibeles. En ella participaron intelectuales, la mayoría de ellos de ideología falangista, como Pedro Mourlane Michelena, Víctor de la Serna, Agustín de Foxá, José Antonio Primo de Rivera, Eugenio Montes, Rafael Sánchez Mazas, Jacinto Miquelarena, Alfredo Marquerie, Alfonso Ponce de León o Luis de Urquijo. Durante el régimen de Franco, La Ballena Alegre sería el título de una revista de la editorial Doncel.